# 廖有方
廖有方（?—?），唐朝交州（今越南河內）人。
早年在交趾有文名，元和十年（814年）應考落第，遂游四川散心，在寶雞遇一病重考生，“唯以殘骸相託”，未及報姓名而卒。廖有方毅然賣馬，為其安葬。後遇死者親戚，方知死者姓名。人稱“皇唐之義士”。元和十一年進士及第，授京兆府雲陽縣令，官校书郎。